# Amirhossein Kalhor
Amirhossein Kalhor (persisch امیرحسین کلهر; * 23. März 1996) ist ein iranischer Grasskiläufer. Er startete 2012 erstmals im Weltcup.

## Karriere
Nachdem er im Winter 2011/2012 mehrere Junioren- und FIS-Rennen im Alpinen Skisport bestritten hatte, nahm Kalhor im Juli und August 2012 im iranischen Skiort Dizin erstmals an FIS- und Weltcuprennen im Grasski teil. Während er bei den FIS-Rennen nach Ausfällen ohne Ergebnis blieb, kam er im Weltcup-Riesenslalom auf Rang 22 und im zweiten der beiden Weltcup-Super-G auf Platz 25. Im ersten Super-G schied er aus. Im Gesamtweltcup der Saison 2012 belegte er den 57. Rang.

## Erfolge

### Weltcup
- 2012: Platz 22 und Platz 25 (Punkteränge)